# Integralism
Integralismul, mai rar integrism (din franceză intégrisme), este o formă a fundamentalismului caracteristic pentru aripa catolică ultraconservatoare din Franța de la sfârșitul secolului al XIX-lea. Adoptat de mișcarea politică Action française, această formă de fundamentalism s-a concretizat în mod similar în Portugalia (Integralismo Lusitano⁠(en)[traduceți]), Brazilia, Spania etc.
Integralismul a fost criticat de papa Ioan Paul al II-lea în mai multe discursuri.